# سودلیگت
سودلیگت (به مجاری:  Sződliget) یک شهرداری در مجارستان است که در ناحیه واتس واقع شده‌است. سودلیگت ۷٫۲۹ کیلومتر مربع مساحت دارد.